# Sunday Lake (Washington)
Sunday Lake az Amerikai Egyesült Államok északnyugati részén, Washington állam Snohomish megyéjében elhelyezkedő település.
North Sultan önkormányzattal nem rendelkező, úgynevezett statisztikai település; a Népszámlálási Hivatal nyilvántartásában szerepel, de közigazgatási feladatait Snohomish megye látja el. A 2010. évi népszámlálási adatok alapján 640 lakosa van.